# Secretariat Gitano de Barcelona
El Secretariat Gitano de Barcelona és la institució més antiga de l'Estat dedicada al treball amb el poble gitano. La seva metodologia de treball es basa en la implicació dels propis gitanos, el foment del voluntariat i la independència econòmica davant les administracions.
Va ser creada el 1965 per l'arquebisbe-bisbe de Barcelona Gregorio Modrego, per a la millora de les condicions de vida de la població gitana, a partir de la tasca que els jesuïtes Lluís Artigues i Pere Closa ja feien des de 1956. Entre 1965 i 1978 va editar la revista Pomezia, degana de les publicacions espanyoles de temàtica gitana i una de les pioneres a tot el món.
Històricament, al marge dels resultats més palpables de la seva tasca, va promoure la consciència col·lectiva del poble gitano i va formar la que després seria la primera promoció de dirigents del moviment associatiu gitano. Impulsada per l'Arquebisbat de Barcelona, ha tingut com a directors al mateix Artigues, Jordi García-Díe, Oriol Xirinacs, Ignasi Marquès, Sergi Rodríguez i, en l'actualitat, Alberto Pérez.
El seu treball es desenvolupa fonamentalment en vuit àmbits diferents: inclusió, presons, cultura, ocupació, salut, habitatge, colònies infantils i cooperació. Treballa en xarxa amb Càritas de Barcelona, la Fundació Pere Closa, la Fundació Pere Tarrés i Mans Unides. Es finança, bàsicament, a partir d'aportacions privades.